# Pédagogie institutionnelle
La pédagogie institutionnelle est un courant pédagogique issu du mouvement Freinet. Il a été initié par Fernand Oury (1920-1998) et Raymond Fonvieille (1923-2000). C'est Jean Oury (1924-2014), psychiatre et psychanalyste, fondateur de la clinique de La Borde et frère de Fernand Oury, qui aurait proposé l'expression « Pédagogie institutionnelle » en 1958 au cours du congrès international de l'École moderne (ICEM/mouvement Freinet) qui a eu lieu à Paris. Il rapproche ainsi pédagogie et  psychothérapie « institutionnelles ».
La pédagogie institutionnelle consiste en la mise place d'institutions dans les classes et dans les groupes. Son but est de permettre au groupe-classe (incluant aussi bien les élèves que l'enseignant) de se réguler et de réguler ses apprentissages à travers l'établissement « d'institutions » décidées collectivement (Conseil, métiers, etc.). Dans la pédagogie institutionnelle, la circulation de la parole  et l'expression de chacun sont centrales. Ainsi, cette pratique pédagogique vise à prendre en compte la subjectivité des élèves et des enseignants. La pédagogie institutionnelle dénonce l'« école caserne » (F. Oury et J. Pain). Elle prend le contre-pied de la « bureaucratie pédagogique » (M. Lobrot) qui ne vise plus qu'à satisfaire les objectifs qui la valident et la légitiment au détriment d'une finalité éducative visant l'émancipation de l'être humain et son accomplissement.
Si l'enfant perçoit l'espace de la classe comme un espace sécurisant, de reconnaissance, et non plus d'hostilité et de concurrence, il va progressivement prendre en charge sa vie d'écolier. Il va garder ou retrouver le goût d'apprendre, à travers son engagement, ses initiatives et ses implications.

## Pédagogie institutionnelle et mouvement Freinet
Les liens entre la psychothérapie institutionnelle et les innovations pédagogiques remontent au travail mené à partir des années 1940 à l'asile de Saint-Alban (aujourd'hui centre hospitalier François-Tosquelles), l'instituteur du village appliquant les techniques Freinet. Dans les années qui suivent la Libération, les rencontres entre novateurs de la pédagogie et de la psychiatrie se multiplient : François Tosquelles et Jean Oury (le frère de Fernand) rencontrent Célestin Freinet, les frères Oury rencontrent Fernand Deligny. Fernand Oury se rend à Saint-Alban et adhère à la même époque au Mouvement de l'École moderne de Célestin Freinet ; deux ans plus tôt, c'est Raymond Fonvieille qui y avait adhéré.
Fernand Oury et Raymond Fonvieille sont deux instituteurs de la région parisienne qui participent ainsi activement au mouvement Freinet, notamment en développant la revue L'Éducateur d'Île-de-France, dont les articles rendent compte des principales avancées de la pédagogie Freinet en milieu urbain (le mouvement étant initialement rural). Cependant, une rupture entre Freinet et le groupe Île-de-France mené par Oury et Fonvieille a lieu au printemps 1961, au congrès de Saint-Étienne, à la suite de la publication dans cette revue d'un éditorial de Fonvieille (« Les schématisations abusives », 23 octobre 1960) que Célestin Freinet perçoit comme une critique à son égard. Une polémique éclate et aboutit à l’exclusion d'Oury et Fonvieille. Le bureau parisien du mouvement Freinet est fermé.
Les exclus du mouvement forment alors un nouveau groupe : le Groupe Techniques Éducatives (G.T.E, 1961), qui cherche dès le départ à s'ouvrir à des non-instituteurs (médecins, architectes, parents d'élèves) afin d'appréhender toutes les dimensions des questions éducatives. C'est ainsi que des contacts et des rencontres vont avoir lieu entre les membres du G.T.E. et certains acteurs de la psychothérapie institutionnelle, en particulier Jean Oury et Félix Guattari ; ces derniers vont activement soutenir le développement du mouvement pédagogique, par leurs réflexions et aussi par la fourniture d’une aide logistique par la clinique de La Borde, qui servira de lieu de stage et imprimera certains documents.

## Les deux courants de la pédagogie institutionnelle
Une scission a lieu en 1964 entre les courants Fernand Oury et Raymond Fonvieille, chacun se réclamant d'une « pédagogie institutionnelle » à deux faces.
Le premier courant, dont les chefs de file sont Fernand Oury et Aïda Vasquez (1941-2015), est d'inspiration psychanalytique, liée à la psychothérapie institutionnelle et principalement à Jean Oury et à Félix Guattari. Les enfants auprès desquels travaille Fernand Oury relèvent de l'éducation spécialisée ; la finalité est éducative, mais également thérapeutique. Ce « courant psychanalytique » de la pédagogie institutionnelle est toujours actif aujourd'hui. De nombreux groupes de pairs de la pédagogie institutionnelle regroupant des professionnels de l'éducation travaillant ensemble à l'analyse de leurs pratiques, le sont également. À partir de 2006, des rencontres annuelles entre praticiens de la pédagogie et de la psychothérapie institutionnelles sont organisées à la clinique de La Borde.
L'autre courant, dont le chef de file est Raymond Fonvieille, est d'inspiration psycho-sociologique et autogestionnaire et liée à des sociologues, principalement Georges Lapassade, René Lourau et Michel Lobrot. Dans ce cas, les élèves sont principalement issus de milieux sociaux défavorisés et en situation d'échec scolaire massif. La prise en compte de la dimension inconsciente (et d’une finalité psychothérapeutique) s'estompe. L'accent est davantage mis sur la dimension socio-politique et l'analyse de celle-ci dans le cadre de la classe. Si le mouvement est dépourvu de toute  ambition psychothérapeutique, il est en revanche animé d'un rêve de transformation sociale par la mise en place de fonctionnements autogérés. Ce mode de fonctionnement sera plus tard relativisé par Rémi Hess.
Un certain antagonisme perdurera entre les deux « branches » de la pédagogie institutionnelle bien des années[Combien ?].

## Les institutions de la pédagogie institutionnelle
L'institution clé consiste essentiellement en des « lieux de paroles » mis en place dans les classes. L'entraide et la fraternité sont valorisés et l'enseignant donne toute sa place à la parole de l'enfant.

### Le «quoi de neuf?»
Le « quoi de neuf ? » est un temps de parole quotidien au cours duquel, en arrivant le matin, l’élève peut dire à la classe ce qu’il a envie de partager avec elle. Le but est double :
- permettre à l’enfant de déposer ce qui lui tient à cœur, afin d'être ensuite plus disponible pour entrer dans les activités scolaires. C’est une transition entre l’école et la maison ;
- encourager l'expression orale, en mettant en place de réelles situations de communication au cours desquelles l’élève s’adresse à la classe parce qu’il a véritablement quelque chose à lui dire.

Le « quoi de neuf ? » a été repris dans les pédagogies de la décision en prenant des formes adaptées au fait que les pédagogies de la décision sont mises en place hors de l'école. Le « quoi de neuf ? » prend alors le nom de « météo », « comment ça va ? », etc.

### Le conseil de classe coopératif
Le conseil de classe coopératif est la réunion des élèves où se discute tout ce qui a trait à la vie de la classe. Généralement hebdomadaire, il traite du règlement des conflits, des projets, des décisions à prendre.
La pédagogie institutionnelle refuse en bloc l'approche non-directive. En effet, selon cette pédagogie, un enfant que l'on laisse faire tout ce qu'il veut ne peut pas avoir envie de grandir : un enfant peut se constituer contre une loi, mais pas contre du brouillard. Il faut qu'il y ait des lois en classe qui ne soient pas transgressées ; si elles le sont, on en parle au conseil. Le conseil est aussi, en quelque sorte, une réunion thérapeutique.

### Les ceintures de comportement et de compétences
Pour élaborer toutes les compétences, Oury s'est aussi inspiré de son expérience de judoka, partant du postulat qu'il n’existe pas de classe homogène. Les ceintures de niveau permettent aux enfants d'évaluer leur réussite dans tel ou tel domaine d'activité de la classe. Le détenteur d’une ceinture de niveau élevé se doit d'aider un débutant ; autrement dit, plus un enfant dispose d'un niveau de ceinture élevé, plus on peut être exigeant avec lui. Grâce au tableau des ceintures affiché en permanence dans la classe, les enfants savent toujours où ils en sont.

## Les monographies de la pédagogie institutionnelle
L'écriture monographique est une des spécificités de la pédagogie institutionnelle. Les monographies sont des récits écrits de situations professionnelles vécues, qui font l'objet d'un travail d'élaboration psychique en groupe. Les praticiens de la pédagogie institutionnelle analysent leur pratique pédagogique selon cette modalité spécifique de travail. Arnaud Dubois propose de distinguer différents types de monographies : les monographies d'élèves, d'institutions, de classes ou d'écoles (Dubois, 2019).